# Ricard Nettermalm
Ricard "Huxflux" Nettermalm, född den 19 april 1971, är en svensk trumslagare/batterist. Han är utbildad vid Södra Latins musikgymnasium och arbetar som frilansande musiker sedan 1991. Han har bland annat spelat i band som Fistfunk, Infinite Mass och Starlet med Camela Leierth. 
Nu är han verksam i Paatos (tillsammans med bland andra sin fru Petronella Nettermalm), Ital Skurk, Niclas Frisks Chinatown, samt soloprojektet Puckspony, som har givit ut skivan People are not for killing (Vesper Records, VESCD 04015).
Huxflux Nettermalm har, vid sidan om egen produktion, även samarbetat med artister som Erik Gadd, Regina Lund, Peter Lindberg, Lars Demian, Peter Jöback, Dregen och Tomas DiLeva.
Ricard Nettermalm arbetar även som musiker vid Stockholms stadsteater.